# Wikipedija na švedskom jeziku
Švedska Wikipedija (šve. Wikipedia), verzija je Wikipedije na švedskom jeziku, započeta u svibnju 2001. Broj od 1 000 000 članaka je prešla lipnju 2013. godine. Godine 2016. sa skoro 4 milijuna članaka postala je najvećom poslije engleske Wikipedije. Ipak, dobar dio tih članaka bio je pisan botom i loše kvalitete te je izbrisan, dana 12. ožujka 2024. imala je ima 2 579 354 članaka.

## Galerija
- Prigodni znak povodom prvih 500 000 članka (2012.)
- Prigodni znak povodom 1 000 000 članka (2013.)
- Prigodni znak povodom 2 000 000 članka (2015.)
- Prigodni znak povodom 3 000 000 članka (2016.)

## Vanjske poveznice
- Švedska Wikipedija

|  | Zajednički poslužitelj ima još gradiva o temi Švedska Wikipedija |